# Letizia Moratti

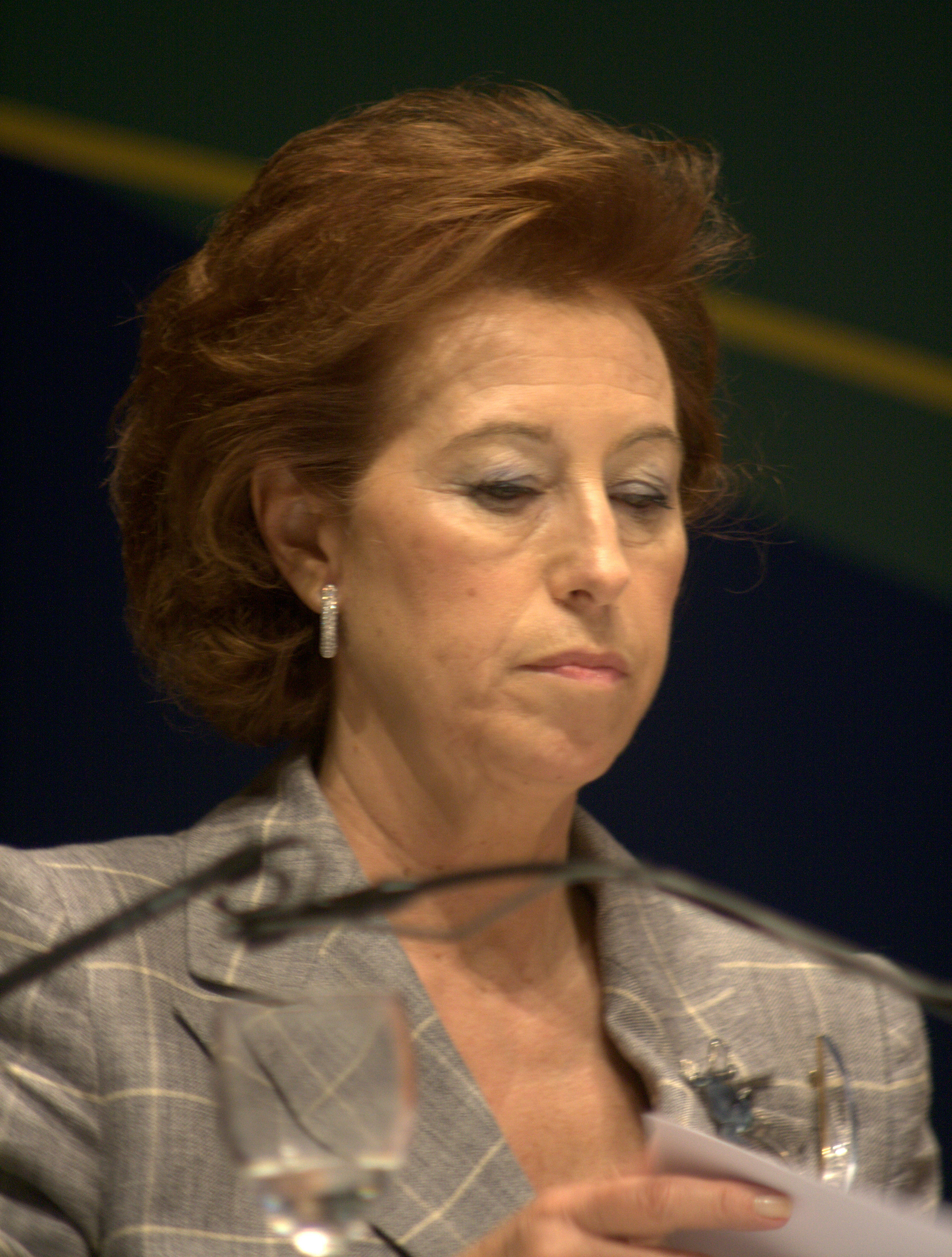
Letizia Moratti

Letizia Brichetto Arnaboldi Moratti (Milaan, 26 november 1949) is een Italiaans politicus.
Letizia Moratti was van 2001 tot 2011 minister van onderwijs, universiteit en wetenschappelijk onderzoek (Ministro dell'Istruzione, dell'Università e della ricerca scientifica), ondanks het feit dat ze geen lid is van een politieke partij. Ze is getrouwd en heeft twee kinderen.

## Loopbaan
Letizia Moratti begon haar loopbaan in 1972 als assistente Diritto Comunitario Europeo (Europees recht) aan de universiteit van Milaan. Van 1994 tot 1996 was Letizia Moratti president van de RAI, (Radio Audizioni Italiane), de Italiaanse staatsomroep.
Vanaf november 1998 tot aan september 1999 was ze bestuursvoorzitter van de News Corporation Europe, een bedrijf van mediatycoon Rupert Murdoch dat zich bezighoudt met het opzetten van betaaltelevisie in Italië. In deze periode was zij onder andere verantwoordelijk voor de lancering van het tweede digitale televisiekanaal in Italië, Stream.
In maart 2000 werd Moratti ambassadrice van het UNDCP-programma, het drugsbestrijdingsprogramma van de Verenigde Naties.
Voordat ze aan haar werk als minister begon, was ze president van de Syntek Capital Group, een Europese investeringsmaatschappij die opereert in de telecommunicatie- en de mediasector.
Tijdens haar huidige minsterschap zet ze zich tevens in voor Milaan en heeft 100 verbeteringsplannen voor de stad ingediend. Deze plannen hebben te maken met alle aspecten van de samenleving en de stad. Zo is er een plan om de lucht in en rondom Milaan te verbeteren (progetto 1), een plan om jongeren gratis cultuurevenementen aan te bieden (progetto 58) en een plan om meer politie op straat te zetten om vandalisme en geweld tegen te gaan (progetto 77).

## Riforma Moratti
Als Minister van Onderwijszaken, in zowel het kabinet Berlusconi II als Berlusconi III, heeft Letizia Moratti een aantal radicale hervormingen doorgevoerd. De meest besproken was de hervorming van 2003. Deze wordt ook wel de Riforma Moratti genoemd, en verandert het Italiaanse schoolsysteem.

## Andere opmerkelijke verrichtingen als minister
Oktober 2003:
Moratti tekent beroep aan tegen het besluit van een rechter in de stad l'Aquila met betrekking tot het verwijderen van een crucifix uit de klaslokalen. Letizia Moratti, en zo ook een groot gedeelte van de landelijke politiek, is van mening dat de crucifixen gewoon in de klaslokalen moeten blijven hangen, ongeacht het feit dat niet alle kinderen katholiek zijn.
Mei 2004:
In het nieuwe schoolprogramma van Moratti ontbreekt de evolutieleer van Darwin voor het eerst in vijfentwintig jaar. Wetenschappers hebben een brief naar Moratti gestuurd en de onderwijzers zijn geschokt. Moratti heeft naar aanleiding van de brief de onderwijswereld verzekerd dat de evolutieleer zal terugkeren, waarvoor ze een speciale commissie van vier topwetenschappers zal benoemen. Deze commissie zal moeten gaan bepalen op welke manier en in welke klassen de evolutieleer onderwezen zal worden.
In deze zelfde maand komt naar buiten dat Moratti een hervorming voorbereidt die de katholieke scholen dezelfde middelen moet geven als de openbare. Daarbij heeft ze besloten dat de door bisschoppen aangestelde docenten godsdienstonderwijs per direct in overheidsdienst zijn. De in 1984 vastgelegde scheiding tussen kerk en staat vervaagt hiermee enigszins.
- Gemeinsame Normdatei: 143837761
- International Standard Name Identifier: 0000 0001 1761 2298
- Library of Congress Control Number: n97073656
- Istituto Centrale per il Catalogo Unico: RAVV096659
- Système universitaire de documentation: 163526648
- Virtual International Authority File: 46050129
- WorldCat: E39PBJqVYYcVmFyJ89dRhVQKBP